# Carolyn Schuler
Carolyn Jean Schuler (ur. 5 stycznia 1943 w San Francisco, zm. 22 lipca 2024) – amerykańska pływaczka. Dwukrotna złota medalistka olimpijska z Rzymu.
Specjalizowała się w stylu motylkowym i w Rzymie triumfowała na dystansie 100 metrów. Kolejne złoto dorzuciła w sztafecie 4 × 100 m zmiennym. Miała wówczas 17 lat. Nigdy nie zdobyła tytułu mistrzyni USA w konkurencji indywidualnej, nie była także faworytką igrzysk olimpijskich.

## Starty olimpijskie (medale)
Rzym 1960
- 100 m motylkiem, 4 × 100 m zmiennym –  złoto